# Kurashiki-Ninagawa-Museum

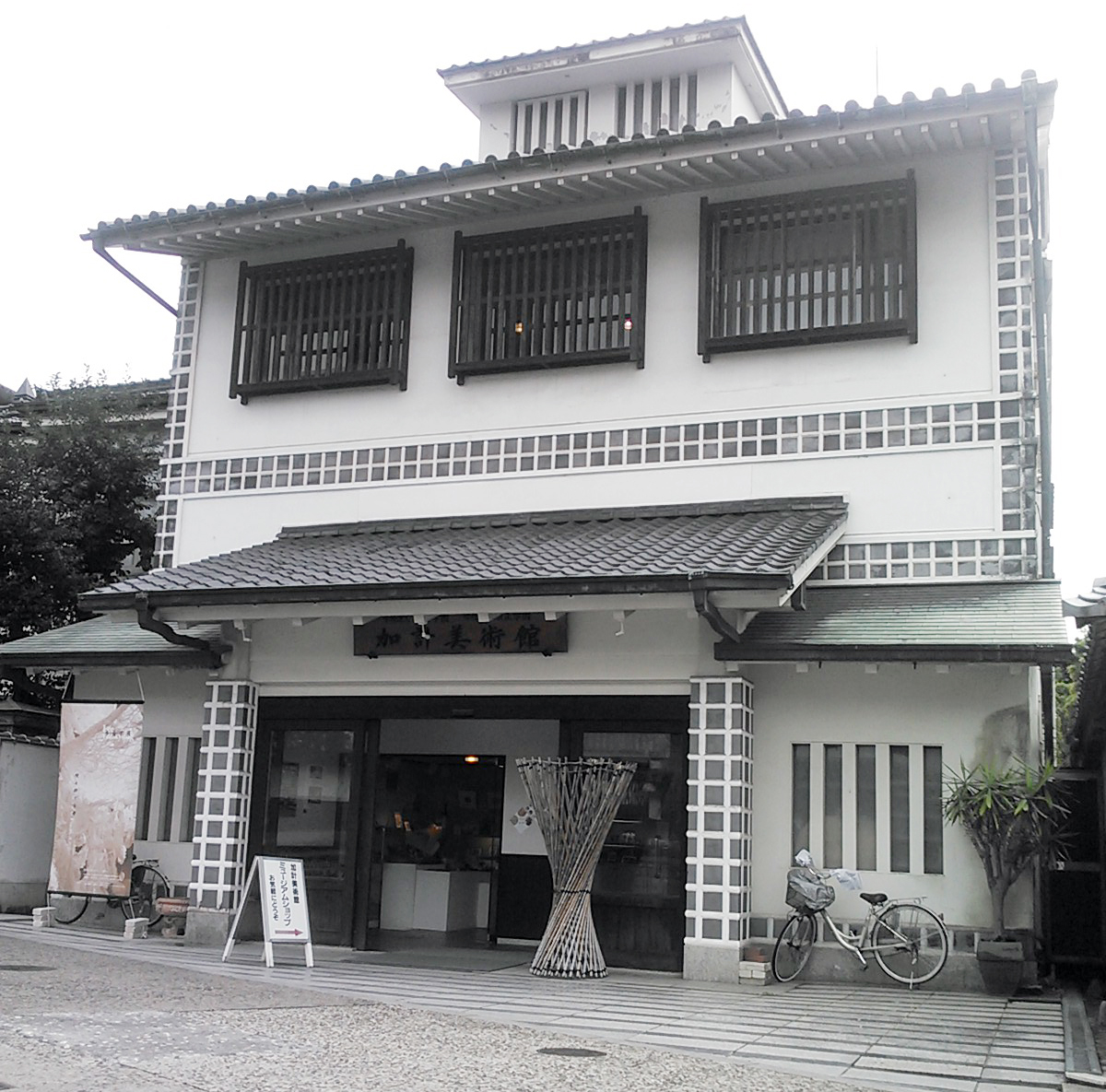
Kake Museum, Galerie und Kunstmuseum, vormals das Kurashiki Ninagawa Museum

Das Kurashiki-Ninagawa-Museum (jap. 倉敷蜷川美術館, Kurashiki Ninagawa bijutsukan) war ein Museum antiker Kunst in Kurashiki in der japanischen Präfektur Okayama.
Das Kurashiki-Ninagawa-Museum wurde 1971 von Akira Ninagawa gegründet und nach seinem Großvater Ninagawa Noritane und seinem Vater Teiichi Ninagawa benannt. Seit 1961 reiste Akira Ninagawa durch Europa und sammelte dort Antiken. Anders als in der westlichen Welt an der Kultur des Ostens war in Japan das Interesse an der Kunst und Kultur Europas bis in die zweite Hälfte des 20. Jahrhunderts in weiten Kreisen der Bevölkerung noch nicht vorhanden. Die Gründung des Museums fiel in eine Zeit, in der sich das Interesse immer mehr auch der westlichen Kunst und Kultur zuwandte. In den 1970er und 1980er Jahren waren tägliche Besucherzahlen im vierstelligen Bereich keine Seltenheit. 1980 weilte die deutsche Archäologin Erika Simon mehrere Wochen in Japan, um einen Katalog zur Sammlung zu verfassen, der 1982 beim Verlag Philipp von Zabern in englischer Sprache erschien. Er umfasst 181 Nummern, mit Münzen 244 Nummern.
Die Sammlung besteht aus Werken der griechischen, etruskischen und römischen Antike. Marmorwerke sind nur wenige in der Sammlung vertreten, da der internationale Kunstmarkt solche Stücke nur noch selten bereithält. Herausragende Werke sind ein Porträt des Kaisers Augustus und eines seiner Kaiserpriesterin Antonia minor sowie zwei Sarkophage aus der römischen Kaiserzeit. Die antike, insbesondere die verzierte griechische Keramik ist in einem Großteil ihrer Stufen auch in nennenswerter Qualität vertreten. Vorhanden sind Werke der Keramik aus dem Chalkolithikum und der Bronzezeit, mykenische Keramik, geometrische Keramik aus Attika und Zypern, orientalisierende und schwarzfigurige Keramik aus Korinth und Athen, Werke der Pseudo-Chalkidischen Vasenmalerei, rotfigurige und weißgrundige Keramik aus Attika, Apulien, Kampanien und Paestum, Schwarzfirnis-Keramik, Gnathiakeramik, griechisch-italische Keramik sowie Keramik aus der hellenistischen Zeit. Hinzu kommen Terrakotten, Bronzen, Figürliche Keramik und weitere Werke der Kleinkunst.
Unter den antiken Vasenmalern und Töpfern, die in der Sammlung vertreten sind, sind zu nennen: die Werkstatt der gekrümmten Swastiken, der Vogel-Fries-Maler, der Timiades-Maler, der Affecter, der Oakeshott-Maler, Nikosthenes, die Krokotos-Gruppe, die Gruppe von Vatikan G 57, die Gruppe von Toronto 305, die Leagros-Gruppe, der Athena-Maler, Euergides (signiert) und der Euergides-Maler, Hieron und Makron, Myson, Duris, der Tarquinia-Maler, der Maler der Geburt der Athena, der Achilleus-Maler, der Eupolis-Maler, der Houston-Maler, der Iliupersis-Maler, die Xenon-Gattung, der Baltimore-Maler, die Gruppe des Ganymed-Malers, der Amphorae-Maler, die White-Sakkos-Gruppe, Werke der Asteas-Python-Werkstatt, die S.V.A-Gruppe, die F.G.O-Gruppe, die Carovigno-Gruppe, die Efeublatt-Gruppe und der Pocolom-Gruppe.
Nachdem das Museum im März 2000 geschlossen worden war, öffnete am 1. Dezember 2003 das Kake-Museum (加計美術館, Kake bijutsukan) für westliche und japanische Gemälde im alten Gebäude des Kurashiki-Ninagawa-Museums.